# سماوي فرنسي
السماوي الفرنسي (بالإنجليزية: French sky blue)‏ هو أحد تدرجات اللون الأزرق السماوي.